# Too Short
Too Short (стилізовано як Too $hort) (справжнє ім'я Тодд Ентоні Шоу) — американський репер, продюсер та актор, який розпочав свою музичну кар'єру у віці 14 років в Окленді, штат Каліфорнія.

## Біографія
Шоу народився і виріс у Південному Лос-Анджелесі. На початку 80-их разом з родиною переїхав до Окленда, штат Каліфорнія, де був барабанщиком гурту у Фремонтській середній школі. На початку 80-их разом з Фредді Бі, своїм другом із середньої школи, продюсував пісні на замовлення. 1983 року Too Short видав свій перший реліз Don't Stop Rappin', він та наступні три міні-альбоми містили прості, примітивні біти, створені драм-машиною LinnDrum. З 1989 р. Шоу став частіше вдаватися до фанкових рифів, ніж до семплів. На початку 90-х репер почав використовувати TR-808, а з середини 2000-х — TR-909. У 1986 р. Too Short і Freddie B сформували лейбл Dangerous Music, який став реґіональним дистрибутором музики репера. Згодом фірму перейменували на Short Records, а пізніше — на Up All Nite Records.
У 1994 р. виконавець переїхав до Атланти. Проте він не почав співпрацювати з більшою кількістю реперів з Півдня, поки в 2000 р. Шоу не записався з Ліл Джоном. Після появи на альбомі Notorious B.I.G. Life after Death репер став відомим ширшій аудиторії. Too Short також з'явився на «Player's Holiday», хіт-синглі гурту T.W.D.Y. з їхньої дебютної платівки 1999 р. Derty Werk.
У 2004 р. його сингл 1990 р. «The Ghetto» увійшов до популярної відеогри Grand Theft Auto: San Andreas, пісню можна почути на хіп-хоп радіостанції Radio Los Santos. 7 жовтня 2008 р. Too Short, Cypress Hill, De La Soul, Slick Rick та Naughty by Nature отримали нагороду від VH1 на п'ятій щорічній церемонії Hip-Hop Honors. Виконавець також був наставником в Youth UpRising, організації, яка впродовж тривалого часу допомагає важким підліткам.
10 лютого 2012 р. Денніс Пейдж опублікував відео з Too Short на сайті XXLMag.com. У ролику репер дає «батьківську пораду» школярами. Зокрема він пропонує увазі «кілька прийомів» на випадок «якщо ви відчуваєте певні почуття до дівчат». Відео відразу спричинило скандал. Ролик згодом видалили з сайту. У свою чергу, Too Short відповів на критику через свій Твіттер.
У грудні 2020 року Too Short дав інтерв'ю MC Serch, в якому оголосив, що створив групу разом з Ice Cube, E-40 та Snoop Dogg.

## Кінокар'єра
Репер знявся в таких фільмах: Загроза суспільству (у ролі Л'ю-Лока); Get In Where You Fit In (2003 р.); America's Sexiest Girls (2003 р., у стрічці також присутня музика репера); документальному фільмі каналу VH1 Planet Rock та у телесеріалі The Game (1 епізод). Інтерв'ю з Too Short увійшло до документального фільму Американський сутенер (англ. American Pimp).

## Дискографія
Студійні альбоми
- 1987: Born to Mack
- 1989: Life Is...Too Short
- 1990: Short Dog's in the House
- 1992: Shorty the Pimp
- 1993: Get in Where You Fit In
- 1995: Cocktails
- 1996: Gettin' It (Album Number Ten)
- 1999: Can't Stay Away
- 2000: You Nasty
- 2001: Chase the Cat
- 2002: What's My Favorite Word?
- 2003: Married to the Game
- 2006: Blow the Whistle
- 2007: Get off the Stage
- 2010: Still Blowin'
- 2012: No Trespassing